# Sol och skugga
Sol och skugga är en opera av kompositören Viggo Edén, med libretto av Tord Nihlén. Operan handlar om den danske tonsättaren Carl Nielsen. Den uruppfördes 2003 av Höörs sommaropera. Operan spelades även 2004 i Bramstrup, Danmark. Besättningen är sex vuxna sångare och ett 30-tal sjungande barn och ungdomar samt en liten orkester.